# 圣日耳曼代普雷 (曼恩-卢瓦尔省)
圣日耳曼德普雷（法語：Saint-Germain-des-Prés，法語發音：[sɛ̃ ʒɛʁmɛ̃ de pʁe] ⓘ）是法国曼恩-卢瓦尔省的一个市镇，属于昂热区。 

## 地理
圣日耳曼德普雷（47°24'33"N, 0°50'3"W）面积19.76 平方千米，位于法国卢瓦尔河地区大区曼恩-卢瓦尔省，该省份为法国西部内陆省份，大致对应安茹地区，北起顺时针与马耶讷省、萨尔特省、安德尔-卢瓦尔省、维埃纳省、德塞夫勒省、旺代省、大西洋卢瓦尔省和伊勒-维莱讷省接壤。
与圣日耳曼德普雷接壤的市镇（或旧市镇、城区）包括：卢瓦尔河畔沙洛讷、卢瓦尔河畔尚托塞、圣奥古斯坦德布瓦、卢瓦尔河畔圣乔治、卢瓦尔河畔莫日。
圣日耳曼德普雷的时区为UTC+01:00、UTC+02:00（夏令时）。

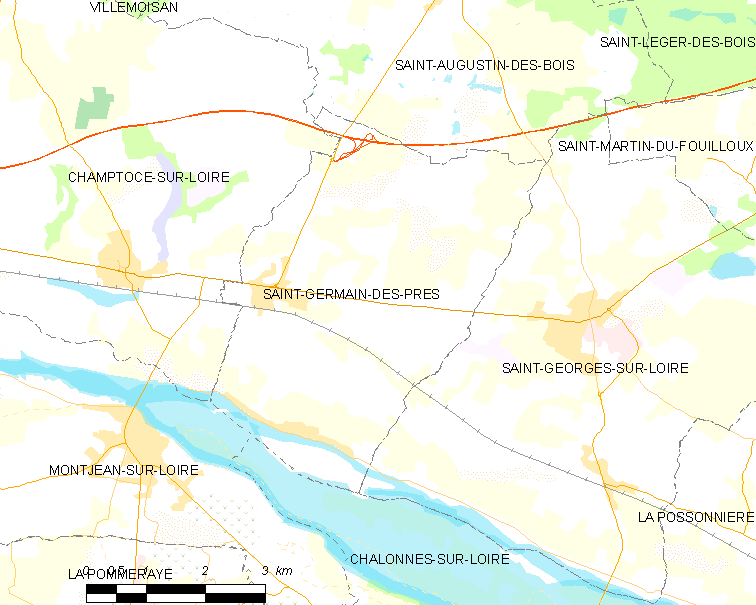
圣日耳曼德普雷的OSM定位图

## 行政
圣日耳曼德普雷的邮政编码为49170，INSEE市镇编码为49284。

## 政治
圣日耳曼德普雷所属的省级选区为卢瓦尔河畔沙洛讷县。

## 人口

1962-2008年间圣日耳曼德普雷人口变化图示

圣日耳曼德普雷于2022年1月1日时的人口数量为1396人。